# Dorfkirche Qualitz

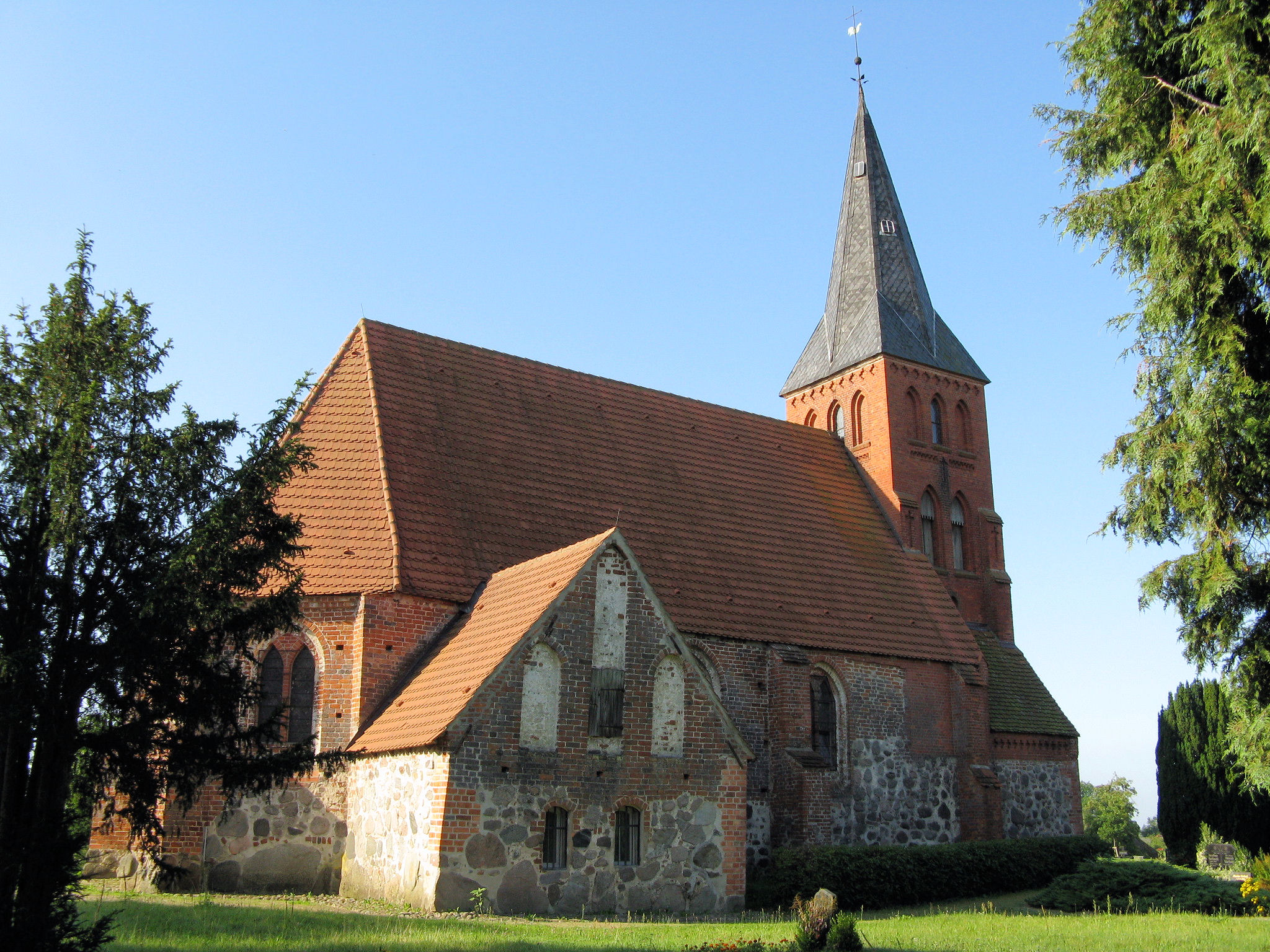
Die Dorfkirche in Qualitz

Die Dorfkirche Qualitz ist ein denkmalgeschütztes Kirchengebäude in Qualitz, einem Ortsteil von Baumgarten im Landkreis Rostock (Mecklenburg-Vorpommern). Sie ist eine der Kirchen der Kirchengemeinde Baumgarten in der Propstei Rostock im Kirchenkreis Mecklenburg der Evangelisch-Lutherischen Kirche in Norddeutschland (Nordkirche).

## Geschichte und Architektur
Eine Kirche wurde 1233 in einer Urkunde, die das Kloster Rühn betraf, erwähnt. Sie steht auf dem höchsten Punkt inmitten des Dorfes und ist ortsbildprägend. Sie ist aus Feld- und Backsteinen gemauert. Der flachgedeckte Bau mit Ostschluss ist durch Stützpfeiler gegliedert. Von 1873 bis 1874 fand eine umfassende Renovierung statt, bei der ein neugotischer Turm zu vier Geschossen auf den Fundamenten des alten Turmes erbaut wurde. In diesen Turm wurden zwei Glocken gehängt, die 1927 durch zwei Stahlglocken ersetzt wurden.
Die erste Orgel von 1897 ersetzte die Firma Nußbrücker 1982 durch eine ehemalige kleine Orgel aus dem Güstrower Dom.
Bei der Renovierung im Jahr 2004 erhielt der Innenraum einen neuen farbigen Anstrich, gleichzeitig wurden Gestühl und Holzdecke erneuert.
Das Altarblatt mit der Darstellung der Kreuzabnahme kopierte G. Tempel nach Rembrandt. Der Schnitzaltar vom Ende des 15. Jahrhunderts zeigt im Schrein eine Kreuzigungsgruppe in der Predella wird die Marienkrönung gezeigt. Die Passionsgemälde in den Flügeln sind Arbeiten aus der Zeit um 1420.